# Niszczyciele typu L’Adroit
Niszczyciele typu L'Adroit – francuskie niszczyciele z okresu II wojny światowej. Pierwszy okręt serii wszedł do służby w Marine nationale w 1927 roku. Zbudowano 14 okrętów, z czego tylko cztery przetrwały wojnę.

## Historia
Bazując na projekcie niszczycieli typu Bourrasque, w 1924 roku opracowano projekt nowych nieznacznie powiększonych i zmodernizowanych okrętów, znanych jako typ L'Adroit. Zamówienie na pierwszą partię tych okrętów zostało złożone w listopadzie 1924 roku. Budowa dwóch pierwszych okrętów rozpoczęła się w czerwcu 1926 roku.

## Okręty
| Okręt        | Stocznia         | Zwodowanie        | Wejście do służby | Los okrętu                |
| ------------ | ---------------- | ----------------- | ----------------- | ------------------------- |
| La Palme     | Nantes           | 30 czerwca 1926   | 1927              | zatonął 27 listopada 1942 |
| Le Fortune   | Caen             | 15 listopada 1926 | wrzesień 1927     | wycofany ze służby 1950   |
| Le Mars      | Caen             | 28 sierpnia 1926  | kwiecień 1928     | zatonął 27 listopada 1942 |
| La Railleuse | Namtes           | 9 września 1926   | 1928              | zatonął 24 marca 1940     |
| Brestois     | Bordeaux         | 18 maja 1927      | 1928              | zatonął 8 listopada 1942  |
| Boulonnais   | Caen             | 1 czerwca 1927    | 1928              | zatonął 8 listopada 1942  |
| L'Alcyon     | Bordeaux         | 26 czerwca 1926   | lipiec 1929       | wycofany ze służby 1952   |
| L'Adroit     | Caen             | 1 kwietnia 1927   | lipiec 1929       | zatonął 21 maja 1940      |
| Forbin       | La Seyne-sur-Mer | 17 lipca 1928     | 1929              | wycofany ze służby 1952   |
| Fougueux     | Nantes           | 4 sierpnia 1928   | 1929              | zatonął 8 listopada 1942  |
| Frondeur     | Caen             | 20 czerwca 1929   | 1929              | zatonął 8 listopada 1942  |
| Foudroyant   | Bordeaux         | 24 kwietnia 1929  | 1930              | zatonął 1 czerwca 1940    |
| Bordelais    | Bordeaux         | 23 maja 1928      | kwiecień 1930     | zatonął 27 listopada 1942 |
| Basque       | Le Havre         | 25 maja 1929      | marzec 1931       | wycofany ze służby 1952   |